# Zdeněk Štybar
Zdeněk Štybar (Planá, República Checa, 11 de dezembro de 1985) é um ciclista profissional checo, membro da equipa UCI WorldTeam belga Deceuninck-Quick Step.

## Biografia
É especialista em ciclocross, disciplina na que tem conseguido o Campeonato do Mundo em 2010, 2011 e 2014 e a Copa do Mundo em 2010.
Também participa em competições de rota, conseguindo em 2013 ganhar o Eneco Tour e se levar duas etapas, e conseguir sua primeira vitória numa grande volta, na 7.ª etapa da Volta a Espanha, onde conseguiu vencer na meta ao belga Philippe Gilbert.
Em 2015 fez pódio na Paris-Roubaix, sendo superado só por John Degenkolb e melhorando sua posição do ano anterior quando foi 5.º. Nesse mesmo ano conquistou uma etapa do Tour de France, na sexta etapa com final em Le Havre, um final que lhe favorecia bastante ao se encontrar a meta num pequeno repecho.
Em 2017 voltaria a repetir um segundo posto na Paris-Roubaix.

## Palmarés

### Estrada
| - 2006 - 1 etapa da Volta a Lérida - 1 etapa do Tour dos Pirenéus - 2010 - 1 etapa do Tour da Eslováquia - 2011 - 3.º no Campeonato de República Checa em Estrada - 2012 - 1 etapa dos Quatro Dias de Dunquerque - 2.º no Campeonato de República Checa Contrarrelógio - 1 etapa da Volta à Polónia - 2013 - Eneco Tour, mais 2 etapas - 1 etapa da Volta a Espanha - 2014 - 3.º no Campeonato de República Checa Contrarrelógio - Campeonato de República Checa em Estrada - 1 etapa do Eneco Tour - Binche-Chimay-Binche | - 2015 - Strade Bianche - 1 etapa do Tour de France - 1 etapa do Tour da República Checa - 2016 - 1 etapa da Tirreno-Adriático - 2.º no Campeonato de República Checa em Estrada - 2017 - Campeonato de República Checa em Estrada - 2019 - 1 etapa da Volta ao Algarve - Omloop Het Nieuwsblad - E3 BinckBank Classic - 2020 - 1 etapa da Volta a San Juan |

### Ciclocross
| - 2005 - Campeonato Mundial sub-23 de Ciclocross - Campeonato da República Checa - 2006 - Campeonato Mundial sub-23 de Ciclocross - Ardooie - Ruddervoorde - Faè di Oderzo - 2007 - 2.º no Campeonato da República Checa - Louny - Plzen - Kalmthout - Faè dei Oderzo - Podborany - 2008 - 2.º no Campeonato Mundial - Campeonato da República Checa - Diegem - 2009 - 2.º no Campeonato Mundial - Campeonato da República Checa - Stribro - Podborany - Hasselt - Hamme-Zogge - Koksijde - Ciclocross de Igorre - 2010 - Campeonato da República Checa - Campeonato Mundial - Tervuren - Roubaix - Copa do Mundo - Superprestige - Vorselaar - Stribro - Louny - Namur - Ruddervoorde - Ardooie - Aigle - Plzen - Bredene | - 2011 - Campeonato da República Checa - Campeonato Mundial - Stribro - Baden - Ardooie - Hamme-Zogge - 2012 - Campeonato da República Checa - 3.º na Copa do Mundo - 3.º no Superprestige - Liévin - Middelkerke - 2013 - Campeonato da República Checa - 2014 - Campeonato Mundial - Bredene |

## Resultados nas Grandes Voltas e Campeonatos do Mundo
| Carreira           | 2005 | 2006 | 2007 | 2008 | 2009 | 2010 | 2011 | 2012  | 2013 | 2014 | 2015  | 2016 | 2017  | 2018 | 2019 |
| ------------------ | ---- | ---- | ---- | ---- | ---- | ---- | ---- | ----- | ---- | ---- | ----- | ---- | ----- | ---- | ---- |
| Giro d'Italia      | -    | -    | -    | -    | -    | -    | -    | -     | -    | -    | -     | -    | -     | 80.º | -    |
| Tour de France     | -    | -    | -    | -    | -    | -    | -    | -     | -    | -    | 103.º | -    | 102.º | -    | -    |
| Volta a Espanha    | -    | -    | -    | -    | -    | -    | -    | 76.º  | Ab.  | -    | -     | 63.º | -     | -    | 55.º |
| Mundial em Estrada | -    | -    | -    | -    | -    | -    | -    | 116.º | 26.º | 83.º | 43.º  | 45.º | 14.º  | Ab.  | 13.º |

-: não participa

Ab.: abandono

## Equipas
- Fidea (2005-2011)
  - Fidea Cycling Team (2005-2008)
  - Telenet-Fidea (2009-2011)[3]
- QuickStep/Omega Pharma/Etixx (2011[4]-)
  - QuickStep Cycling Team (2011)[4]
  - Omega Pharma-QuickStep (2012-2014)
  - Etixx-Quick Step (2015-2016)
  - Quick-Step Floors (2017-2018)
  - Deceuninck-Quick Step (2019-)